# Robert Burns Woodward
Pour les articles homonymes, voir Woodward et Burns.
Robert Burns Woodward, né le 10 avril 1917 à Boston et mort le 8 juillet 1979 à Cambridge (Massachusetts),  est un chimiste américain, lauréat du prix Nobel de chimie de 1965, connu pour ses travaux de synthèse chimique (quinine, cholestérol, cortisone).

## Biographie
Woodward est né à Boston et a fait ses études au Massachusetts Institute of Technology (MIT). De 1941 à 1963, il a enseigné la chimie à l'université Harvard. En 1963, il devint directeur de l'institut Woodward de recherche, à Bâle, en Suisse.
Avec le chimiste américain William von Eggers Doering (en), en 1944, il réalisa la synthèse de la quinine. Woodward réalisa également en 1951 la synthèse du cholestérol et de la cortisone puis il dirigea en 1954 les travaux de recherche qui permirent de réaliser la synthèse de la strychnine. Il prit la direction d'une équipe de chercheurs qui parvint à faire la synthèse d'un tranquillisant, la réserpine, en 1956.
Il reçut en 1965 le prix Nobel de chimie « pour ses remarquables accomplissements dans l'art de la synthèse organique ».
Dans les années 1960, il a commencé, en collaboration avec son collègue Albert Eschenmoser à Zurich et une équipe de près d'une centaine d'étudiants et de chercheurs postdoctoraux, la synthèse totale de la vitamine B12, qui était le produit naturel le plus complexe jamais synthétisé. Le travail a été achevé en 1972 et est considéré comme un jalon important en chimie organique.
En collaboration avec le chimiste théoricien Roald Hoffmann, il propose les règles de Woodward–Hoffmann qui permettent de prévoir la stéréochimie des produits des réactions organiques.
Il est aussi connu pour ses recherches sur les antibiotiques. Woodward est mort d'une crise cardiaque à son domicile de Cambridge (Massachusetts).

## Distinctions et récompenses
- 1956 : membre étranger de la Royal Society et Médaille William-H.-Nichols
- 1959 : médaille Davy
- 1965 : prix Nobel de chimie
- 1967 : prix Willard-Gibbs
- 1973 : prix Arthur C. Cope